# Mihajlo Vojnović
Mihajlo Vojnović, srbski general, * 6. april 1916, † 2010.

## Življenjepis
Vojnović, podčastnik VKJ, se je leta 1941 pridružil NOVJ in naslednje leto je postal član KPJ. Med vojno je bil poveljnik več enot, nazadnje 8. divizije.
Po vojni je bil tudi poveljnik divizije.